# Avoca (Wisconsin)
Avoca is een plaats (village) in de Amerikaanse staat Wisconsin, en valt bestuurlijk gezien onder Iowa County.

## Demografie
Bij de volkstelling in 2000 werd het aantal inwoners vastgesteld op 608.
In 2006 is het aantal inwoners door het United States Census Bureau geschat op 594, een daling van 14 (-2,3%).

## Geografie
Volgens het United States Census Bureau beslaat de plaats een oppervlakte van
6,2 km², waarvan 5,9 km² land en 0,3 km² water. Avoca ligt op ongeveer 213 m boven zeeniveau.

## Plaatsen in de nabije omgeving
De onderstaande figuur toont nabijgelegen plaatsen in een straal van 20 km rond Avoca.